# Đường D 85 (Các Tiểu vương quốc Ả Rập Thống nhất)
D 85 (tiếng Ả Rập: د ٨٥), còn được gọi là Đường Baniyas, là một con đường ở Dubai, Các Tiểu vương quốc Ả Rập Thống nhất. Con đường bắt đầu gần phía bắc Deira và chạy dọc Nhánh sông Dubai về phía đông nam.
Các địa danh quan trọng dọc theo tuyến đường D 85 bao gồm Hyatt Regency Dubai, Tháp đôi Deira, Quảng trường Al Nasr, Tháp Etaluat 1, Khu tự quản Dubai, và Trung tâm thương mại Deira. D 85 giao với các đường khác để đi đến Bur Dubai - nó giao với D 92 (Đường Al Mina/Đường Al Khaleej) gần cảng Rashid để kết nối Đường hầm Al Shindagha với đường Umm Hurair ở Deira để đi đến cầu Al Maktoum.
Từ Baniyas là một từ ám chỉ đến bộ lạc trong triều đại Al Maktoum.